# So (album)
Pour les articles homonymes, voir So.
Albums de Peter Gabriel
Birdy
(1985) Passion
(1989)
Singles
1. Sledgehammer
Sortie : 25 avril 1986
2. In Your Eyes
Sortie : 2 septembre 1986
3. Don't Give Up
Sortie : octobre 1986
4. Big Time
Sortie : janvier 1987
5. Red Rain
Sortie : 6 juillet 1987

So est le cinquième album studio de Peter Gabriel sorti le 19 mai 1986 en Angleterre sur le label Charisma. Il a été produit par Peter Gabriel et Daniel Lanois. En France et dans la plupart des autres pays, il parait sur le label Virgin, avec pour seule exception l'Amérique du Nord où il est publié sur le label Geffen.

## Historique
Cet album est le plus grand succès commercial de Peter Gabriel, sa chanson Sledgehammer ayant atteint le numéro un au billboard 200 américain ainsi que dans les charts en Angleterre. Par ailleurs les titres Don't Give Up, en duo avec la chanteuse Kate Bush ainsi que Excellent Birds avec Laurie Anderson – qui en a fait une version alternative sur son propre album Mister Heartbreak –, ont également été de grands succès commerciaux.
Les batteurs Manu Katché et Stewart Copeland ont participé à cet album, ainsi que le fidèle guitariste David Rhodes crédité sur le titre That Voice Again. Daniel Lanois apparaît aussi sur cinq chansons, alors que Youssou N'Dour chante sur In Your Eyes et P. P. Arnold est aux chœurs sur Sledgehammer et Big Time.
L'album a été nommé aux Brit Awards 1987 pour le meilleur interprète et la meilleure vidéo pour Sledgehammer. L'album est cité dans l'ouvrage de référence de Robert Dimery « 1001 albums qu'il faut avoir écoutés dans sa vie ».

## Liste des chansons
Les chansons sont toutes de Peter Gabriel, sauf exception entre parenthèses.

### Version originale
Face 1
1. Red Rain – 5:32
2. Sledgehammer – 5:06
3. Don't Give Up – 6:30
4. That Voice Again (Gabriel, David Rhodes) – 4:52

Face 2
1. In Your Eyes – 5:22
2. Mercy Street (for Anne Sexton) – 6:22
3. Big Time – 4:24
4. We Do What We're Told (Milgram's 37) – 3:20

Titre bonus - inclus sur la version CD uniquement
1. This is The Picture (Excellent Birds) (Laurie Anderson, Gabriel) – 5:27

### Édition spéciale25eanniversaire
Une édition spéciale pour le 25e anniversaire de So est publiée le 23 octobre 2012 en trois versions distinctes. L'album originel remixé avec la chanson In Your Eyes déplacée en cloture. L'édition Deluxe contient toujours l'album originel remixé et remanié plus le double album Live In Athens 1987 enregistré durant un concert au theâtre du Lykabette d'Athènes pendant la tournée So. La dernière version, le boitier 25e anniversaire contient les mêmes disques que la version Deluxe, ainsi qu'un CD So DNA avec les chansons originelles en démos. Aussi inclus l'album en vinyle plus trois pièces inédites : Courage, Sagrada et une version alternative de Don't Give Up. Finalement, on y retrouve aussi un livre de soixante pages.

## Personnel

### Musiciens
- Peter Gabriel : Chant, chœurs, Fairlight CMI, Sequential Circuits Prophet-5, piano, Linn LM-1, Synthétiseur, Percussions, Yamaha CS-80, LinnDrum, Synclavier.
- David Rhodes : Guitares, chœurs.
- Tony Levin : Basse, drumstick basse, chœurs.
- Jerry Marotta : Batterie (pistes 1 et We Do What We're Told (Milgram's 37), Batterie Additionnelle (5)
- Manu Katché : Batterie (2 et 5), Percussions (3 et 5), Talking Drum (5 et This Is the Picture (Excellent Birds))

### Musiciens additionnels
- Daniel Lanois : Guitares (1, 2 et 4), tambourins (2), surf guitar sur Big Time, guitare 12 cordes sur This Is the Picture (Excellent Birds)
- Nile Rodgers : Guitare sur This Is the Picture (Excellent Birds)
- Bill Laswell : Basse sur This Is the Picture (Excellent Birds)
- Larry Klein : Basse (5 et 6)
- L. Shankar : Violon (4 et We Do What We're Told (Milgram's 37)
- Richard Tee : Piano (3, 5 et 6)
- Simon Clark : Chorus Yamaha CS-80 (3), Hammond, Fairlight CMI et basse (7)
- Wayne Jackson : Trompette (2 et 7), cornet (7)
- Mark Rivera : Saxophone ténor (2 et 7), saxophone traité (6), saxophone alto et bariton  (7)
- Don Mikkelsen : Trombone (2 et 7)
- Laurie Anderson : Chant, clavier sur This Is the Picture (Excellent Birds)
- Kate Bush : Chant (3)
- Youssou N'Dour : Chant (5)
- P. P. Arnold : Chœurs (2 et 7)
- Jim Kerr : Chœurs (5)
- Coral Gordon : Chœurs (2 et 7)
- Dee Lewis : Chœurs (2 et 7)
- Michael Been : Chœurs (5)
- Ronnie Bright : Voix basse (5)
- Chris Hughes : Linn programmation (1)
- Stewart Copeland : Cymbales charleston (1), batterie (7)
- Djalma Correa : Surdu, congas et triangle (6)
- Jimmy Bralower : Linn kick (7)

## Singles
| Date | Chart                  | Durée du classement | Position |
| ---- | ---------------------- | ------------------- | -------- |
| 1986 | Hot 100                | 21 semaines         | 1er      |
| 1986 | Mainstream Rock Tracks | 15 semaines         | 1er      |
| 1986 | UK Singles Chart       | 18 semaines         | 4e       |
| 1986 | Single Top 100         | 21 semaines         | 7e       |
| 1986 | Ö3 Austria Top 40      | 16 semaines         | 2e       |
| 1986 | (V) Ultratop           | 12 semaines         | 9e       |
| 1986 | RPM Top Singles        | 25 semaines         | 1er      |
| 1986 | Top 100                | 24 semaines         | 21e      |
| 1986 | VG-lista               | 12 semaines         | 3e       |
| 1986 | RMNZ Singles Top40     | 18 semaines         | 3e       |
| 1986 | Mega Top 50            | 14 semaines         | 6e       |
| 1986 | Sverigetopplistan      | 6 semaines          | 9e       |
| 1986 | Schweizer Hitparade    | 16 semaines         | 4e       |

| Date | Chart              | Durée du classement | Position |
| ---- | ------------------ | ------------------- | -------- |
| 1986 | Hot 100            | 6 semaines          | 72e      |
| 1986 | UK Singles Chart   | 11 semaines         | 9e       |
| 1986 | Single Top 100     | 11 semaines         | 27e      |
| 1986 | (V) Ultratop       | 7 semaines          | 9e       |
| 1986 | RPM Top Singles    | 11 semaines         | 40e      |
| 1986 | Top 100            | 23 semaines         | 36e      |
| 1986 | RMNZ Singles Top40 | 14 semaines         | 16e      |
| 1986 | Mega Top 50        | 16 semaines         | 5e       |

| Date | Chart                  | Durée du classement | Position |
| ---- | ---------------------- | ------------------- | -------- |
| 1986 | Hot 100                | 23 semaines         | 8e       |
| 1986 | Mainstream Rock Tracks | 15 semaines         | 3e       |
| 1987 | UK Singles Chart       | 9 semaines          | 13e      |
| 1987 | Single Top 100         | 6 semaines          | 38e      |
| 1987 | (V) Ultratop           | 8 semaines          | 19e      |
| 1987 | RPM Top Singles        | 20 semaines         | 15e      |
| 1987 | Top 100                | 11 semaines         | 34e      |
| 1987 | RMNZ Singles Top40     | 11 semaines         | 19e      |
| 1987 | Mega Top 50            | 10 semaines         | 25e      |

| Date | Chart                  | Durée du classement | Position |
| ---- | ---------------------- | ------------------- | -------- |
| 1986 | Mainstream Rock Tracks | 14 semaines         | 3e       |
| 1987 | UK Singles Chart       | 4 semaines          | 46e      |

| Date | Chart                  | Durée du classement | Position |
| ---- | ---------------------- | ------------------- | -------- |
| 1986 | Hot 100                | 23 semaines         | 8e       |
| 1986 | Mainstream Rock Tracks | 20semaines          | 1er      |
| 1986 | RPM Top Singles        | 19 semaines         | 29e      |
| 1986 | RMNZ Singles Top40     | 1 semaine           | 50e      |

## Classements et certifications
| Classement (1986/87)           | Meilleure position |
| ------------------------------ | ------------------ |
| Allemagne (Media Control AG)   | 2                  |
| Australie (Kent Music Report)  | 5                  |
| Autriche (Ö3 Austria Top 40)   | 1                  |
| Canada (Canadian Albums Chart) | 1                  |
| États-Unis (Billboard 200)     | 2                  |
| France (SNEP)                  | 12                 |
| Italie (FIMI)                  | 1                  |
| Japon (Oricon Albums Chart)    | 31                 |
| Norvège (VG-lista)             | 1                  |
| Nouvelle-Zélande (RIANZ)       | 1                  |
| Pays-Bas (Mega Album Top 100)  | 1                  |
| Royaume-Uni (UK Albums Chart)  | 1                  |
| Suède (Sverigetopplistan)      | 2                  |
| Suisse (Schweizer Hitparade)   | 2                  |

| Classement (2012)                   | Meilleure position |
| ----------------------------------- | ------------------ |
| Autriche (Ö3 Austria Top 40)        | 65                 |
| Belgique (Flandre Ultratop)         | 42                 |
| Belgique (Wallonie Ultratop)        | 26                 |
| États-Unis (Billboard 200)          | 70                 |
| États-Unis (Top Pop Catalog Albums) | 14                 |
| États-Unis (Top Rock Albums)        | 24                 |
| France (SNEP)                       | 61                 |
| Italie (FIMI)                       | 18                 |
| Pays-Bas (Mega Album Top 100)       | 49                 |
| Suisse (Schweizer Hitparade)        | 73                 |

| Classement (1986)              | Position |
| ------------------------------ | -------- |
| Australie (Kent Music Report)  | 31       |
| Autriche (Ö3 Austria Top 40)   | 9        |
| Canada (Canadian Albums Chart) | 7        |
| Pays-Bas (Mega Album Top 100)  | 13       |
| France (SNEP)                  | 8        |
| Italie (FIMI)                  | 13       |
| Suisse (Schweizer Hitparade)   | 9        |
| Royaume-Uni (UK Albums Chart)  | 19       |
| États-Unis (Billboard 200)     | 35       |

| Classement (1987)              | Position |
| ------------------------------ | -------- |
| Australie (Kent Music Report)  | 28       |
| Canada (Canadian Albums Chart) | 63       |
| Pays-Bas (Mega Album Top 100)  | 28       |
| Royaume-Uni (UK Albums Chart)  | 38       |
| États-Unis (Billboard 200)     | 21       |

## Certifications
| Pays              | Certification | Date            | Ventes certifiées |
| ----------------- | ------------- | --------------- | ----------------- |
| Allemagne (BVMI)  | Platine       | 1990            | 500 000 +         |
| États-Unis (RIAA) | 5 × Platine   | 24 juin 1996    | 5 000 000 +       |
| France (SNEP)     | Or            | 1986            | 100 000 +         |
| Nouvelle-Zélande  | Platine       | 8 mars 1987     | 15 000 +          |
| Pays-Bas (NVPI)   | Platine       | 1986            | 100 000 +         |
| Royaume-Uni (BPI) | 3 × Platine   | 13 juillet 1989 | 900 000 +         |

### Sources
- Simon & Schuster, The Rolling Stone Encyclopedia of Rock and Roll, 2001, 3rd éd. (ISBN 978-0-7432-0120-9, lire en ligne)
- Daryl Easlea, Without Frontiers: The Life and Music of Peter Gabriel, London, Omnibus Press, 2013 (ISBN 978-1-78038-315-6)
- [vidéo] « Classic Albums: So », 22 octobre 2012, United Kingdom, Eagle Rock Entertainment and Peter Gabriel Records Ltd.
- Robert Dimery, 1001 Albums You Must Hear Before You Die, Cassell, 2011 (ISBN 978-1-84403-699-8)